# Vienna Vikings 2012
Questa voce raccoglie le informazioni riguardanti i Vienna Vikings nelle competizioni ufficiali della stagione 2012.

## Maschile

### Prima squadra

#### Austrian Football League 2012

##### Stagione regolare
| 25 marzo 2012 1ª giornata | Vienna Vikings | 20 – 13 (3-0 10-7 0-6 7-0) | Graz Giants | (4000 spett.) |

| 31 marzo 2012 2ª giornata | Danube Dragons | 3 – 39 (3-2 0-20 0-14 0-3) | Vienna Vikings | (2200 spett.) |

| 9 aprile 2012 3ª giornata | Vienna Vikings | 55 – 0 (14-0 20-0 21-0 0-0) | AFC Rangers Mödling | (2500 spett.) |

| 14 aprile 2012 4ª giornata | Prague Panthers | 0 – 55 (0-21 0-21 0-0 0-13) | Vienna Vikings | (200 spett.) |

| 22 aprile 2012 5ª giornata | Vienna Vikings | 17 – 15 (7-0 0-8 3-0 7-7) | Tirol Raiders | (2500 spett.) |

| 29 aprile 2012 6ª giornata | AFC Rangers Mödling | 6 – 58 (0-14 0-21 0-14 6-9) | Vienna Vikings | (1500 spett.) |

| 13 maggio 2012 8ª giornata | Vienna Vikings | 31 – 0 (3-0 21-0 7-0 0-0) | Prague Panthers | (1800 spett.) |

| 20 maggio 2012 9ª giornata | Vienna Vikings | 37 – 7 (7-0 14-0 16-0 0-7) | Danube Dragons | (4200 spett.) |

| 2 giugno 2012 10ª giornata | Graz Giants | 35 – 34 (0-7 14-19 13-0 8-8) | Vienna Vikings | (1500 spett.) |

| 23 giugno 2012 11ª giornata | Tirol Raiders | 12 – 14 (0-7 6-7 0-0 6-0) | Vienna Vikings | (3500 spett.) |

##### Playoff
| 15 luglio 2012 Semifinale | Vienna Vikings | 48 – 32 (7-17 13-6 21-9 7-0) | Danube Dragons | (3700 spett.) |

| 28 luglio 2012 Austrian Bowl | Vienna Vikings | 48 – 34 (12-14 14-0 14-14 8-6) | Tirol Raiders | (4640 spett.) |

#### European Football League 2012

##### Playoff
| Vienna 27 maggio 2012, ore 15:00 CEST Quarti di finale | Vienna Vikings | 25 – 13 (3-10 9-3 6-0 7-0) referto                                                                                    | Schwäbisch Hall Unicorns | Generali-Arena |
| Daum Q1 ( FG ) 45yd Stevens Q2 ( TD ) 74yd pass from Gross Daum Q2 ( pat ) Bubik Q2 ( saf ) Thornhill Q3 ( TD ) 2yd run Thornhill Q4 ( TD ) 12yd run Daum Q4 ( pat ) Marcatori J. Brenner Q1 ( TD ) 33yd pass from Spitzlberger DeVincentis Q1 ( pat ) DeVincentis Q1 ( FG ) 34yd DeVincentis Q2 ( FG ) 27yd |                | |                          |                |
| |                | |                          |                |
| Daum Q1 (FG) 45yd Stevens Q2 (TD) 74yd pass from Gross Daum Q2 (pat) Bubik Q2 (saf) Thornhill Q3 (TD) 2yd run Thornhill Q4 (TD) 12yd run Daum Q4 (pat) | Marcatori      | J. Brenner Q1 (TD) 33yd pass from Spitzlberger DeVincentis Q1 (pat) DeVincentis Q1 (FG) 34yd DeVincentis Q2 (FG) 27yd |                          |                |

| Vienna 17 giugno 2012, ore 15:00 CEST Semifinale | Vienna Vikings | 34 – 7 (3-7 17-0 7-0 7-0) referto                            | Berlin Adler | Hohe Warte Stadion (5000 spett.) |
| Daum 8':23" Q1 ( FG ) 25yd Walch 11':53" Q2 ( TD ) 35yd pass from Gross Daum Q2 ( pat ) Thornhill 8':18" Q2 ( TD ) 9yd run Daum Q2 ( pat ) Daum 0':29" Q2 ( FG ) 26yd Gross 7':17" Q3 ( TD ) 1yd run Daum Q3 ( pat ) Blach 4':19" Q4 ( TD ) 38yd run Daum Q4 ( pat ) Marcatori Meadows 8':23" Q1 ( TD ) 4yd pass from Good Scharweit Q1 ( pat ) |                |                                                              |              |                                  |
| |                |                                                              |              |                                  |
| Daum 8':23" Q1 (FG) 25yd Walch 11':53" Q2 (TD) 35yd pass from Gross Daum Q2 (pat) Thornhill 8':18" Q2 (TD) 9yd run Daum Q2 (pat) Daum 0':29" Q2 (FG) 26yd Gross 7':17" Q3 (TD) 1yd run Daum Q3 (pat) Blach 4':19" Q4 (TD) 38yd run Daum Q4 (pat)                                                                                                | Marcatori      | Meadows 8':23" Q1 (TD) 4yd pass from Good Scharweit Q1 (pat) |              |                                  |

| Arbitro: | J. Reyes |

| |           |                                                                           |
| Steffani Q1 (TD) 80yd pass from M. Glavic Wolfe Q1 (TD) 17yd pass from M. Glavic ? Q1 (pat) Wolfe Q2 (TD) 4yd run ? Q2 (pat) Wolfe Q4 (TD) 23yd run M. Glavic Q4 (tpc) rush | Marcatori | Thornhill Q2 (TD) 9yd run ? Q2 (pat) Thornhill Q2 (TD) 1yd run ? Q2 (pat) |

#### Statistiche di squadra
| Competizione            | %Vittorie | In casa | In casa | In casa | In casa | In casa | In casa | In trasferta | In trasferta | In trasferta | In trasferta | In trasferta | In trasferta | Totale | Totale | Totale | Totale | Totale | Totale |
| Competizione            | %Vittorie | G       | V       | N       | P       | Pf      | Ps      | G            | V            | N            | P            | Pf           | Ps           | G      | V      | N      | P      | Pf     | Ps     |
| ----------------------- | --------- | ------- | ------- | ------- | ------- | ------- | ------- | ------------ | ------------ | ------------ | ------------ | ------------ | ------------ | ------ | ------ | ------ | ------ | ------ | ------ |
| AFL - Stagione regolare | .900      | 5       | 5       | 0       | 0       | 160     | 35      | 5            | 4            | 0            | 1            | 200          | 56           | 10     | 9      | 0      | 1      | 360    | 91     |
| AFL - Playoff           | 1.000     | 2       | 2       | 0       | 0       | 96      | 66      | 0            | 0            | 0            | 0            | 0            | 0            | 2      | 2      | 0      | 0      | 96     | 66     |
| EFL - Playoff           | .667      | 2       | 2       | 0       | 0       | 59      | 20      | 1            | 0            | 0            | 1            | 14           | 27           | 3      | 2      | 0      | 1      | 73     | 47     |
| Totale                  | 1.000     | 9       | 9       | 0       | 0       | 315     | 121     | 6            | 4            | 0            | 2            | 214          | 83           | 15     | 13     | 0      | 2      | 529    | 204    |

### Seconda squadra

#### Austrian Football Division 1 2012

##### Stagione regolare
| 24 marzo 2012 1ª giornata | Vienna Vikings 2 | 17 – 14 (0-7 7-7 10-0 0-0) | Traun Steelsharks | (350 spett.) |

| 31 marzo 2012 2ª giornata | Vienna Vikings 2 | 12 – 22 (3-14 0-8 9-0 0-0) | Carinthian Lions | (150 spett.) |

| 14 aprile 2012 3ª giornata | Vienna Knights | 17 – 10 (0-0 10-7 7-0 0-3) | Vienna Vikings 2 | (350 spett.) |

| 21 aprile 2012 4ª giornata | Carinthian Lions | 27 – 25 (7-0 7-7 7-6 6-12) | Vienna Vikings 2 | (140 spett.) |

| 29 aprile 2012 5ª giornata | Tirol Raiders JV | 13 – 10 (0-0 7-0 6-10 0-0) | Vienna Vikings 2 |  |

| 12 maggio 2012 6ª giornata | Vienna Vikings 2 | 30 – 19 (0-7 21-0 3-6 6-6) | Vienna Knights | (200 spett.) |

| 19 maggio 2012 7ª giornata | Traun Steelsharks | 21 – 42 (7-7 0-21 6-14 8-0) | Vienna Vikings 2 | (200 spett.) |

| 26 maggio 2012 8ª giornata | Vienna Vikings 2 | 37 – 7 (21-7 0-0 13-0 3-0) | Salzburg Bulls | (300 spett.) |

##### Playoff
| 17 giugno 2012 Semifinale | Vienna Knights | 19 – 9 (7-2 6-0 0-0 6-7) | Vienna Vikings 2 |  |

#### Statistiche di squadra
| Competizione      | %Vittorie | In casa | In casa | In casa | In casa | In casa | In casa | In trasferta | In trasferta | In trasferta | In trasferta | In trasferta | In trasferta | Totale | Totale | Totale | Totale | Totale | Totale |
| Competizione      | %Vittorie | G       | V       | N       | P       | Pf      | Ps      | G            | V            | N            | P            | Pf           | Ps           | G      | V      | N      | P      | Pf     | Ps     |
| ----------------- | --------- | ------- | ------- | ------- | ------- | ------- | ------- | ------------ | ------------ | ------------ | ------------ | ------------ | ------------ | ------ | ------ | ------ | ------ | ------ | ------ |
| Stagione regolare | .500      | 4       | 3       | 0       | 1       | 96      | 62      | 4            | 1            | 0            | 3            | 87           | 78           | 8      | 4      | 0      | 4      | 183    | 140    |
| Playoff           | .000      | 0       | 0       | 0       | 0       | 0       | 0       | 1            | 0            | 0            | 1            | 9            | 19           | 1      | 0      | 0      | 1      | 9      | 19     |
| Totale            | .444      | 4       | 3       | 0       | 1       | 96      | 62      | 5            | 1            | 0            | 4            | 96           | 97           | 9      | 4      | 0      | 5      | 192    | 159    |

## Femminile

### Prima squadra

#### Austrian Football Division Ladies 2012

##### Playoff
| 6 ottobre 2012 Ladies Bowl | Vienna Vikings Ladies | 55 – 0 (14-0 22-0 7-0 0-0) | Budapest Wolves Ladies |  |

#### Statistiche di squadra
| Competizione | %Vittorie | In casa | In casa | In casa | In casa | In casa | In casa | In trasferta | In trasferta | In trasferta | In trasferta | In trasferta | In trasferta | Totale | Totale | Totale | Totale | Totale | Totale |
| Competizione | %Vittorie | G       | V       | N       | P       | Pf      | Ps      | G            | V            | N            | P            | Pf           | Ps           | G      | V      | N      | P      | Pf     | Ps     |
| ------------ | --------- | ------- | ------- | ------- | ------- | ------- | ------- | ------------ | ------------ | ------------ | ------------ | ------------ | ------------ | ------ | ------ | ------ | ------ | ------ | ------ |
| Ladies Bowl  | 1.000     | 1       | 1       | 0       | 0       | 55      | 0       | 0            | 0            | 0            | 0            | 0            | 0            | 1      | 1      | 0      | 0      | 55     | 0      |
| Totale       | 1.000     | 1       | 1       | 0       | 0       | 55      | 0       | 0            | 0            | 0            | 0            | 0            | 0            | 1      | 1      | 0      | 0      | 55     | 0      |

### Seconda squadra

#### Austrian Football Division Ladies 2 2012

##### Stagione regolare
| 6 maggio 2016 1ª giornata | Vienna Vikings Ladies | 41 – 0 | Danube Dragons Ladies |  |

| 12 maggio 2016 2ª giornata | Danube Dragons Ladies | 0 – 35 | Vienna Vikings Ladies |  |

| 3 giugno 2016 4ª giornata | Budapest Wolves Ladies | 0 – 42 | Vienna Vikings Ladies |  |

| 9 giugno 2016 5ª giornata | Vienna Vikings Ladies | 53 – 0 | Budapest Wolves Ladies |  |

##### Playoff
| 30 giugno 2012 Finale | Vienna Vikings Ladies | 26 – 0 (0-0 6-0 13-0 7-0) | Danube Dragons Ladies |  |

#### Statistiche di squadra
| Competizione      | %Vittorie | In casa | In casa | In casa | In casa | In casa | In casa | In trasferta | In trasferta | In trasferta | In trasferta | In trasferta | In trasferta | Totale | Totale | Totale | Totale | Totale | Totale |
| Competizione      | %Vittorie | G       | V       | N       | P       | Pf      | Ps      | G            | V            | N            | P            | Pf           | Ps           | G      | V      | N      | P      | Pf     | Ps     |
| ----------------- | --------- | ------- | ------- | ------- | ------- | ------- | ------- | ------------ | ------------ | ------------ | ------------ | ------------ | ------------ | ------ | ------ | ------ | ------ | ------ | ------ |
| Stagione regolare | 1.000     | 2       | 2       | 0       | 0       | 94      | 0       | 2            | 2            | 0            | 0            | 77           | 0            | 4      | 4      | 0      | 0      | 171    | 0      |
| Playoff           | 1.000     | 1       | 1       | 0       | 0       | 26      | 0       | 0            | 0            | 0            | 0            | 0            | 0            | 1      | 1      | 0      | 0      | 26     | 0      |
| Totale            | 1.000     | 3       | 3       | 0       | 0       | 120     | 0       | 2            | 2            | 0            | 0            | 77           | 0            | 5      | 5      | 0      | 0      | 197    | 0      |